# Diwân

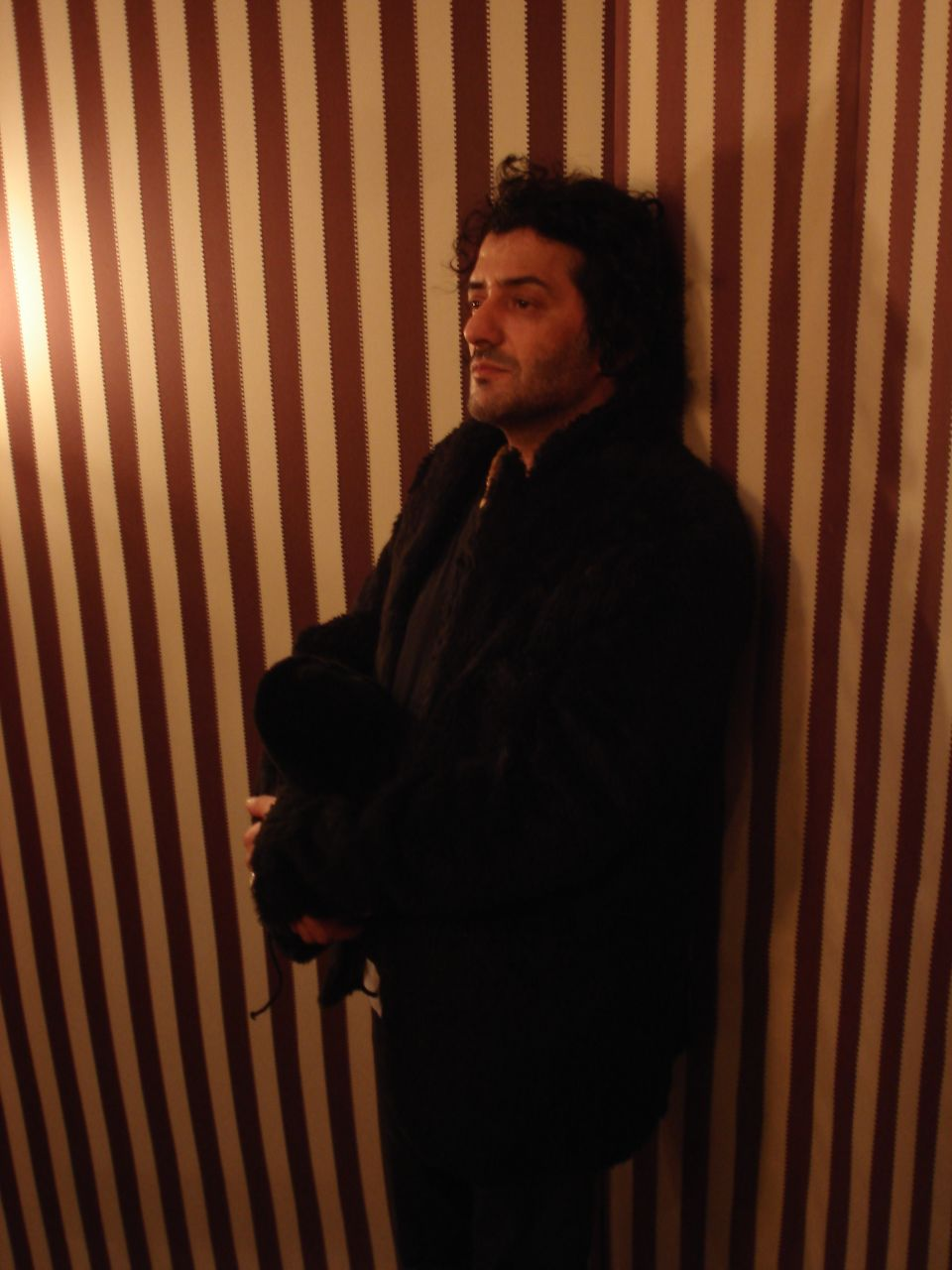
Rachid Taha, en el 2006.

Diwân ("colección de poemas", en árabe) es un álbum de estudio publicado en 1998 por el artista raï franco-argelino Rachid Taha. A diferencia de sus discos anteriores, este incluye menos rock y punk y más instrumentos de la música árabe tradicional. La letra de muchas de las canciones, en árabe y en francés, habla de amor y, también, sobre los fundadores de la música raï, sobre los géneros musicales minimalistas del Sahara, sobre la música chaabi, la música marroquí (Nass El Ghiwane), la casbah (alcazaba), sobre el exilio, la juventud argelina y los inmigrantes (por ejemplo, los magrebíes), la guerra de Independencia de Argelia y los prisioneros de guerra, la solidaridad y la identidad sexual. Su éxito se debió sobre todo en que reelaboró el trabajo musical de los "viejos maestros": Dahmane El Harrachi, Khelifi Ahmed, Massaoud Bellemou, El Hadj M'Hamed El Anka y Farid al-Atrash (este último un músico druso de origen egipcio).

## Pistas
| #  | Título                           | Letra                              | Duración |
| -- | -------------------------------- | ---------------------------------- | -------- |
| 1  | "Ya Rayah" ("Tú, el que te vas") | Abderrahmane Amrani                | 6:13     |
| 2  | "Ida"                            | Rachid Taha                        | 5:56     |
| 3  | "Habina"                         | Toufic Barakat, Farid al-Atrache   | 7:27     |
| 4  | "Bent Sahra"                     | Ahmed Khelifi                      | 7:12     |
| 5  | "Ach Adani"                      | Abderrahmane Amrani                | 6:25     |
| 6  | "El H'Mame"                      | Mohammed El Anka                   | 6:07     |
| 7  | "Enti Rahti"                     | Abderrahmane Amrani                | 6:58     |
| 8  | "Menfi"                          | Missoum Amraoui, Akli Yahiatene    | 5:03     |
| 9  | "Bani Al Insane"                 | Boudjemaa Hgour                    | 4:32     |
| 10 | "Malheureux Toujours"            | Benaceur Baghdadi, Ahmed Soulimane | 6:13     |
| 11 | "Aiya Aiya"                      | Rachid Taha                        | 7:00     |

## Listas de popularidad
| Listas (1998)       | Lugar |
| ------------------- | ----- |
| French Albums Chart | 52    |

## Miembros de la agrupación
- Rachid Taha: compositor, artista principal
- Amina Alaoui: vocalista
- Steve Hillage: ingeniero, guitarra, mezclas, productor, programación
- Nabil Khalidi: banjo, laúd árabe, percusiones, voces (fondo)
- Bob Loveday: cuerdas
- Geoffrey Richardson: cuerdas
- Aziz Ben Salam: flauta[7]

## Ligas externas
- Página web oficial de Rachid Taha
- Videoclip oficial de "Ida" (1998, Universal Music)
- Wikimedia Commons alberga una categoría multimedia sobre Rachid Taha.
- Wikimedia Commons alberga una categoría multimedia sobre Música de Argelia.

- Datos: Q3032452